# Marmorofusus akitai
Espèce
Synonymes
- Fusinus akitai Kuroda & Habe, 1961[1]

Marmorofusus akitai est une espèce de mollusques gastéropodes de la famille des Fasciolariidae.

## Systématique
L'espèce Marmorofusus akitai a été initialement décrite en 1961 par Tokubei Kuroda et Tadashige Habe (d) sous le protonyme de Fusinus akitai.